# آزاد (هیرمند)
آزاد یک روستا در ایران است که در استان سیستان و بلوچستان واقع شده‌است. آزاد ۲۳۸ نفر جمعیت دارد.